# Centistes pteropygidium
Centistes pteropygidium är en stekelart som beskrevs av Sergey A. Belokobylskij 1992. Centistes pteropygidium ingår i släktet Centistes och familjen bracksteklar. Inga underarter finns listade.